# Мавзолей Махсумбобо
Мавзоле́й Махсу́м-бобо́, иногда пишется как Махсу́мбобо́, также встречается вариант Магзу́м-бобо́ — мусульманский мавзолей в городе Самарканде, построенный в XIX веке, где похоронен авлия (святой), наиболее известный среди народа по прозвищу Махсу́м-бобо́ (переводится как Де́душка Махсу́м). Махсумбобо родился в XVIII веке в Фергане, и прожил 97 лет. Часть своей жизни провел в Самарканде, жил возле мечети Хазрет-Хызр. После его смерти, его останки, возможно по его завещанию, были привезены в Самарканд и похоронены на этом месте.

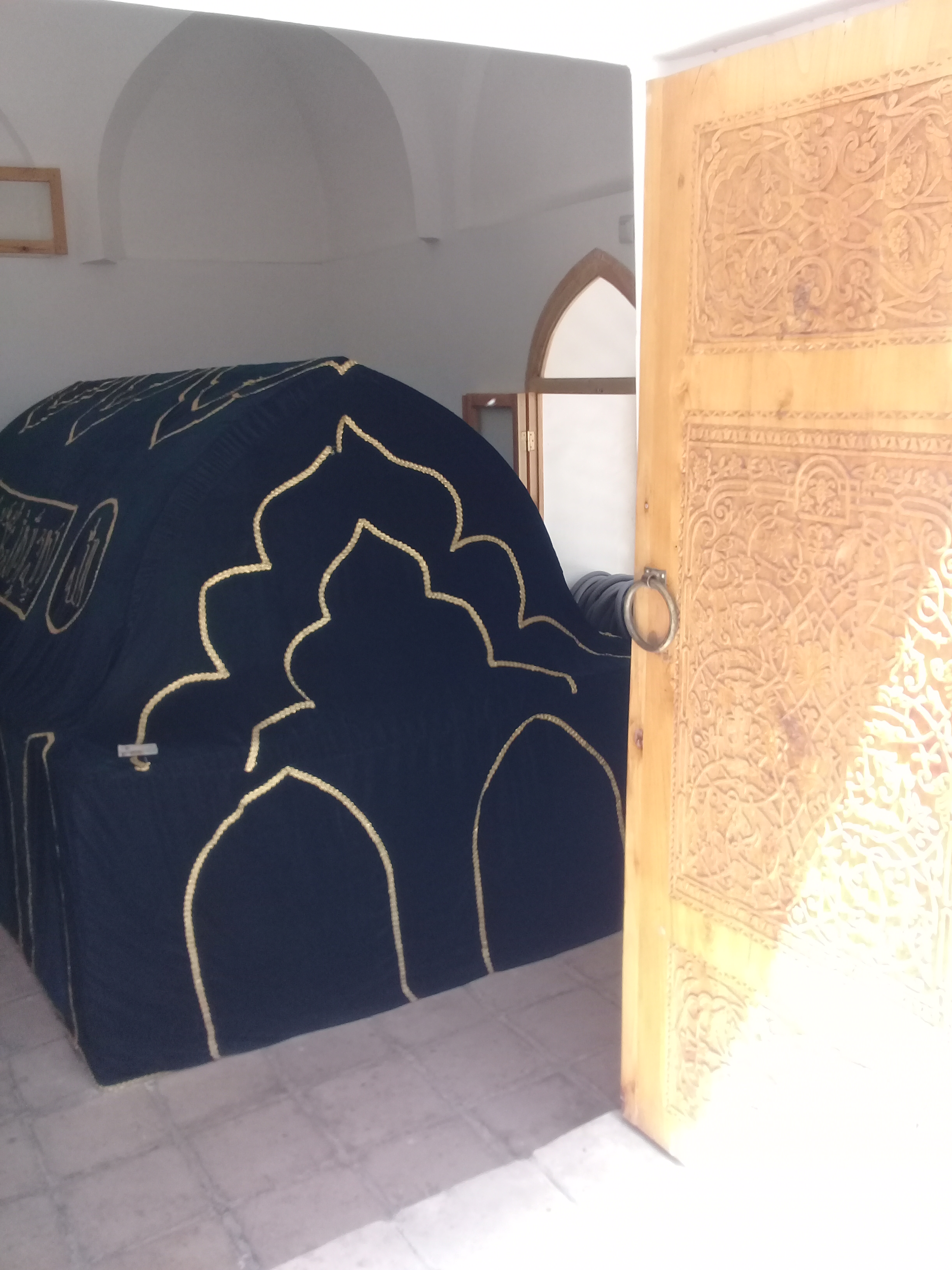
Вид на внутрь мавзолея с главного входа

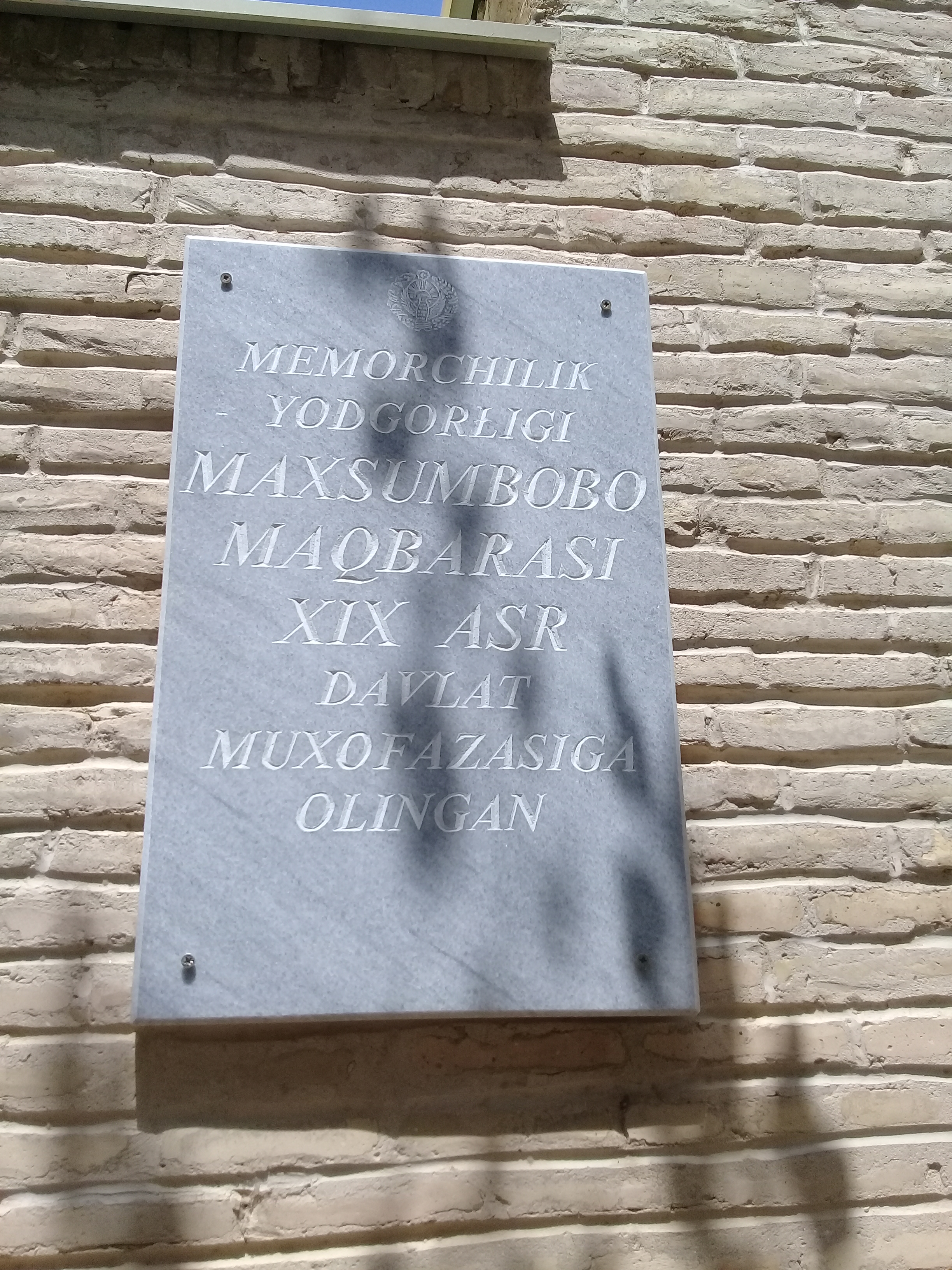

Мавзолей находится в историческом центре Самарканда, в так называемом старом городе, на южной границе древнего городища Афрасиаб, в нескольких метрах к востоку от мечети Хазрет-Хызр, у главного входа в кладбище Хазрет-Хызр — одного из древнейших кладбищ города. В 170 метрах к северо-востоку от мавзолея Махсумбобо, на территории кладбища Хазрет-Хызр находится Мавзолей Нуриддина Басира.
Здание мавзолея построено из жженого кирпича на специальном водоустойчивом растворе, и поэтому в целостности сохраняется до наших дней. Главный вход мавзолея выходит на юго-восток. Здание является одноэтажными и двухкамерным, состоит из квадратной гурханы́ (усыпальницы) и прямоугольной чилля́ханы́ (специальная келья). Эти два помещения соединяются через арочный проем, расположенный в центре разделительной стены. Каждое из этих двух помещений перекрыты отдельными куполами. Пространство усыпальницы приподнято над пространством специальной кельи с помощью четверика, на котором возведен купол. Плавный переход от четверика к восьмерику и к куполу осуществлен так называемым ярусно-парусным методом.
Вместе с остальными архитектурными, археологическими, религиозными и культурными памятниками Самарканда входит в список Всемирного наследия ЮНЕСКО под названием «Самарканд — перекрёсток культур».